# Luis Mario Quiroz
Luis Mario Quiroz Acosta es un actor mexicano de cine, televisión y teatro. Hijo de Francisco Quiroz Acuña y de Teresa Acosta de Quiroz y hermano del actor, locutor y productor Gerardo Quiroz, comenzó su carrera actoral a temprana edad.[cita requerida]

## Biografía
En su etapa de niño no era bueno para el fútbol, jugó en Pumitas, donde fue lateral desde los ocho años de edad hasta los 16. Su abuelo Francisco Quiroz Acosta jugó en el Atlas y su hermano Alfonso en los Pumas.[cita requerida]
En 1986 tuvo a su cargo un rol protagónico en la cinta Mariana, Mariana. En un tiempo en que el entonces presidente Miguel de la Madrid quería recuperar algo del México de los cuarenta que le tocó vivir en su juventud, aparece la propuesta de llevar al cine la novela de José Emilio Pacheco. El haber tenido el rol central representó un parteaguas en la vida del actor. En 1988, recibe el Premio Ariel por su interpretación de Carlos en la película Mariana, Mariana, de Alberto Isaac.[cita requerida]
También es recordado por su papel de Cesarín en la serie de televisión Papá soltero, en donde compartió créditos con el cantante César Costa, la actriz y cantante Edith Márquez, y su hermano Gerardo Quiroz.[cita requerida]

## Trayectoria

### Películas
- Me tengo que casar/Papá soltero (1995 de Manuel García Muñoz) … Cesarín/César Costa hijo.
- Las alas del pez (1995 de Manolo García y Adriana Barraza)
- Vigilante nocturno (1993 de Sergio Goyri)
- Cacería implacable (1988 de Alfredo B. Crevenna)
- Mariana, Mariana (1987 de Alberto Isaac) … Carlitos.
- Veneno para las hadas (1986 de Carlos Enrique Taboada) … David.
- Las inocentes  (1986 de Felipe Cazals)
- Los náufragos del Liguria (1985)
- Playa prohibida  (1985 de Enrique Gómez Vadillo)… Armando del Marco.
- El extraño hijo del Sheriff (1982) … Fred/Eric.
- Retrato de una mujer casada (1979 de Alberto Bojórquez) … Luis Contreras.

### Telenovelas
- Destilando amor (2007) … Paulino Tejeiros. (2 episodios, 2007)
- Así son ellas (2002) … Armando 'Armandito'. Calderón Corso (37 episodios, 2002)
- Ave fénix (1986, de Enrique Segoviano) … Daniel.
- Sí, mi amor (1984) … Carlos.
- Tú eres mi destino (1984) … José María.
- La fiera (1983) … Víctor Alfonso (niño)
- Lo que el cielo no perdona (1982) … Toño.

### Programas
- Bajo el mismo techo (2005) … Mario. (15 episodios)
- Hora marcada (1989) … Paco. (Capítulo: Pin pon papas)
- Papá soltero (1987) …. Cesarín/César Costa hijo.
- Hola México (1984 de Enrique Segoviano)

### Teatro
- El protagonista
- El precio de la fama
- Cuba y su osito Teddy